# Sarinda
Sarinda là một chi nhện trong họ Salticidae.

## Tên
Sarinda là một nhạc cụ truyền thống Ấn Độ.

## Các loài
- Sarinda armata (Peckham & Peckham, 1892) — Panama to Peru
- Sarinda atrata (Taczanowski, 1871) — French Guiana
- Sarinda capibarae Galiano, 1967 —Brazil
- Sarinda cayennensis (Taczanowski, 1871) — Brazil, French Guiana
- Sarinda chacoensis Galiano, 1996 — Argentina
- Sarinda cutleri (Richman, 1965) — United States
- Sarinda exilis (Mello-Leitão, 1943) — Brazil
- Sarinda glabra Franganillo, 1930 — Cuba
- Sarinda hentzi (Banks, 1913) — USA
- Sarinda imitans Galiano, 1965 — Argentina
- Sarinda longula (Taczanowski, 1871) — French Guiana
- Sarinda marcosi Piza, 1937 — Brazil, Argentina
- Sarinda nigra Peckham & Peckham, 1892 — Nicaragua, Brazil, Guyana, Argentina
- Sarinda panamae Galiano, 1965 — Panama
- Sarinda pretiosa Banks, 1909 — Costa Rica
- Sarinda ruficeps (Simon, 1901) — Colombia
- Sarinda silvatica Chickering, 1946 — Panama